# Vafelj
Vaflji so pecivo iz sladkega ali slanega žvrkljanega testa, podobnega tistemu, ki se uporablja za peko debelejših palačink, po videzu pa so nekaj posebnega. Največkrat se pečejo v posebnih modelih, ki jim dajejo različne oblike, tudi pravokotnikov ali srčkov, za vse vaflje pa je značilna rešetkasta površina. Pečejo jih povsod po svetu, najbolj pogosto pa v Belgiji, Franciji in v ZDA. 

### Testo
Sladko žvrkljano testo je  preprosto testo za palačinke in vaflje, narejeno iz gladke bele pšenične moke, mleka, jajc in malo masla, z dodatkom vanilijevega sladkorja in ščepca soli. Uporablja se ga tudi za pripravo vseh različic palačink s sladkimi namazi, nadevi ali oblogami, ter za pripravo nekaterih drugih sladic. Povsem gladko testo mora počivati dve uri.

## Zgodovina vafljev
Zgodovina vafljev, kot jih poznamo danes, se začenja v srednjem veku. Nekoč so jih pekli s pomočjo železnih klešč, ki so imeli zanimive reliefne vzorce. Na podeželju so bili pogosta, vsakdanja sladica, testo zanje pa je bilo narejeno zgolj iz pšenične moke in mleka.

## Etimologija
Beseda waffle je najverjetneje francoskega izvora, prvič se vaflji omenjajo v 13. stoletju, recept zanje pa je ohranjen iz konca 14. stoletja. 

## Drugi vafelj izdelki
Med druge izdelke iz sladkega žvrkljanega testa uvršamo:
- napolitanke (z različnimi polnili)
- holipe
- kornete